# گای بولتون
گای بولتون (انگلیسی: Guy Bolton؛ ‏ ۲۳ نوامبر ۱۸۸۴ – ۵ سپتامبر ۱۹۷۹) نمایش‌نامه‌نویس، آهنگساز و پدیدآور اهل ایالات متحده آمریکا-بریتانیا بود.
وی فیلم‌نامه‌نویس فیلم‌هایی همچون بیل سفیر کبیر، والتزس از وین، تا زمانی که ابرها کنار بروند و آناستازیا بوده است.